# ليليان بورتر
ليليان بورتر (بالإنجليزية: Lillian Porter) هي ممثلة أمريكية، ولدت في 24 فبراير 1917، وتوفيت في 1 فبراير 1997.

## وصلات خارجية
- ليليان بورتر على موقع IMDb (الإنجليزية)
- ليليان بورتر على موقع قاعدة بيانات الفيلم (الإنجليزية)